# Beulah Bondi
Beulah Bondi (3 de maio de 1888 - 11 de janeiro de 1981) é uma atriz norte-americana.

## Biografia
Bondi começou sua carreira aos sete anos nos palcos, em uma produção amadora de "Little Lord Fauntleroy. Vinte e cinco anos mais tarde, estreou na Broadway, com a peça "One of the Family". Seis anos depois, reprisou seu papel para a versão cinematográfica de Street Scene (1931), drama romântico dirigido por King Vidor.
Fisgada enfim por Hollywood, interpretou papéis secundários em vários filmes durante os anos 1930, e foi duas vezes indicada ao Oscar de Melhor Atriz Coadjuvante. Foi a mãe de James Stewart em quatro filmes, incluindo Mr. Smith Goes to Washington (1939) e It's a Wonderful Life (1946).
Continuou atuando em seus últimos anos, e ganhou um Emmy por uma aparição na série de televisão The Waltons, em 1976. Seus créditos televisivos incluem Alfred Hitchcock Presents e Howard Richardson's Ark of Safety.

## Televisão e morte
Bondi apareceu com Jan Clayton em "The Prairie Story" na telessérie Wagon Train, episódio escrito por Jean Holloway, cujo tema é também analisado no romance The Wind, de Dorothy Scarborough. O episódio foi ao ar em 1 de fevereiro de 1961, três meses após a morte de Ward Bond, o protagonista da série.
Bondi fez suas últimas aparições na TV interpretando Martha Corinne Walton em The Waltons (episódios "The Conflict", exibido em setembro de 1974, e "The Pony Cart", exibido em dezembro de 1976). Este segundo episódio foi o que lhe deu o Emmy. Quando seu nome foi chamado, recebeu uma ovação de pé enquanto caminhava lentamente para o palco, de onde ela agradeceu o público por honrá-la enquanto ainda estava viva.
Apesar do fato de ser conhecida por interpretar figuras maternas, Beulah  nunca casou-se na vida real. Faleceu aos 91 anos de idade, em 11 de janeiro de 1981, após complicações pulmonares  decorrentes de algumas costelas quebradas após sofrer uma queda.

## Filmografia parcial[1]
- 1931 Street Scene
- 1931 Arrowsmith
- 1932 Rain
- 1933 The Stranger's Return
- 1933 Christopher Bean
- 1934 Finishing School
- 1934 Registered Nurse
- 1935 The Good Fairy
- 1936 The Invisible Ray
- 1936 The Trail of the Lonesome Pine
- 1936 The Moon's Our Home
- 1936 The Gorgeous Hussy
- 1937 Make Way for Tomorrow
- 1937 Maid of Salem
- 1938 The Buccaneer
- 1938 Of Human Hearts
- 1938 Vivacious Lady
- 1938 The Sisters
- 1939 On Borrowed Time
- 1939 The Under-Pup
- 1939 Mr. Smith Goes to Washington
- 1940 Remember the Night
- 1940 Our Town
- 1941 Penny Serenade
- 1941 The Shepherd of the Hills
- 1941 One Foot in Heaven
- 1943 Tonight We Raid Calais
- 1943 Watch on the Rhine
- 1944 Our Hearts Were Young and Gay
- 1944 And Now Tomorrow
- 1945 The Southerner
- 1945 Back to Bataan
- 1946 Sister Kenny
- 1946 It's a Wonderful Life
- 1948 The Sainted Sisters
- 1948 The Snake Pit
- 1949 So Dear to My Heart
- 1949 Reign of Terror
- 1949 The Life of Riley
- 1950 The Baron of Arizona
- 1950 The Furies
- 1952 Lone Star
- 1953 Latin Lovers
- 1954 Track of the Cat
- 1956 Back from Eternity
- 1959 The Big Fisherman
- 1959 A Summer Place
- 1962 The Wonderful World of the Brothers Grimm
- 1963 Tammy and the Doctor

## Premiações
- Oscar:
  - Melhor Atriz Coadjuvante
    - The Gorgeous Hussy, 1936 - Indicada
    - Of Human Hearts, 1938 - Indicada
- Emmy
  - Melhor Atriz por Participação Especial em Série de Drama ou Comédia
    - The Waltons, episódio "The Pony Cart", 1976 - Vencedora